# Libro de Apolonio
El Libro de Apolonio es un poema medieval escrito hacia mediados del siglo XIII correspondiente al Mester de clerecía. Así pues, la obra está compuesta por estrofas en cuaderna vía de versos alejandrinos, es decir, de catorce sílabas repartidas en dos hemistiquios con una cesura o pausa entre ambos y con rima consonante uniforme. Respecto al autor, se desconoce su identidad, aunque se observan rasgos lingüísticos aragoneses por lo que se deduce que el escritor o copista era originario de esta región. Por otro lado, el manuscrito original del Libro de Apolonio se conserva junto a la Vida de Santa María Egipciaca y el Libro de la infancia y muerte de Jesús en la Real Biblioteca del Monasterio de San Lorenzo de El Escorial.
Además, el tema de la historia de Apolonio ya era una trama recurrente en la literatura medieval que junto a la influencia de obras grecolatinas como La Eneida dan lugar a un escrito con un propósito moralizante según los valores cristianos. Por ello, se observa en el desarrollo de acontecimientos a lo largo de la obra, una distinción entre las acciones buenas, que son recompensadas, de las malas, que conllevan un castigo por parte de Dios. La narración se basa en la vida de Apolonio que tras sufrir una deshonra, decide avergonzado, embarcarse en una serie de aventuras. En ellas visita varias ciudades y va estableciendo relaciones personales que le llevan a formar su propia familia. A pesar de ello, su momento de felicidad es efímero, puesto que termina perdiendo a Luciana, su esposa y a Tarsiana, su hija, tras una sucesión de tragedias. A continuación, Apolonio inicia un viaje de redención ya que este considera que todas sus desdichas son producto de los pecados que sopesa haber cometido en un pasado. Más adelante, se producen los dos reencuentros principales de la obra: el primero de ellos, el de Apolonio y su hija y, posterior a este, el del protagonista con su esposa a la que daba por muerta. Finalmente, regresa a su ciudad natal acompañado de su familia, y allí transcurren de forma tranquila los últimos años de su vida.
Cabe destacar que el final feliz del Libro de Apolonio, se encuentra estrechamente relacionado con el motivo religioso, proponiendo la siguiente moraleja: aquel que se mantiene en su fe cristiana, es finalmente bien recompensado. Esto se ejemplifica con el personaje del rey Apolonio que pese a las desgracias sufridas no abandona el camino de Dios.

## Cronología
Acerca de la fecha exacta de publicación de la obra han surgido diferentes teorías a lo largo de los años. En primer lugar, hubo hace algún tiempo una corriente de literatos que situaron la fecha de composición cercana a la del Poema de Mio Cid, o muy poco posterior. No obstante, ya últimamente hay una opinión más generalizada que postula la fecha de composición en 1250. Menéndez Pidal, uno de los medievalistas españoles más importantes, no lo sitúa en una fecha tan concreta, sino en el segundo cuarto del siglo XIII, tras un análisis lexicográfico. Por otro lado, el dialectólogo valenciano Manuel Alvar, situaría la fecha de composición hacia el 1260 por la apócope del pronombre. Además, todavía se debate cuál es su relación con el Libro de Alexandre y con Gonzalo de Berceo, bien si fue anterior o posterior.
 La obra se enmarca en el llamado Mester de clerecía, o poesía didáctica culta. Se trata de un movimiento ligado a la poesía culta en romance, principalmente durante los siglos XIII y XIV. El término “clerecía” alude al clero, es decir, a la gente que tenía cultura (los únicos con acceso a ella). Esta denominación y la primera instancia que se tiene de este movimiento la encontramos en el Libro de Aleixandre, obra con la que comienza el Mester de clerecía. La cuaderna vía comenzó a ser la forma métrica por excelencia en estas obras. A pesar de que no todas las obras del Mester de clerecía están cuaderna vía, las más transmitidas sí. El Libro de Apolonio continuará esta nueva forma de componer y llegará a ser uno de los mayores exponentes de ello, a través de una historia que ya se conocía.